# Čerťák
Čerťák je skijaška skakaonica u Harrachovu, Češka. Jedna je od 5 letaonica na svijetu, a pored nje se nalaze još 3 manje skakaonice.

## Skakaonice
Skakaonice su smještene na sjevernoj strani Čertove gore, u blizini granice s Poljskom. Prva skakaonica u Harrachovu sagrađena je 1922. godine, ali na drugoj lokaciji u gradu. Nekoliko godina kasnije to je urađeno i u Čerťáku. Poslije toga je kompleks proširen izgradnjom još triju skakaonica. Letaonica je sagrađena 1979. godine, a otvorena u ožujku 1980.
Velika je skakaonica izgrađena istovremeno kad i letaonica, a renovirana je 1992. Njena kritična točka je na 125 m, a veličina 142 m. Službeni rekord iznosi 145,5 m, a postavio ga je Janne Ahonen 12. prosinca 2004. u natjecanju u okviru Svjetskog kupa. Neslužbeni rekord (151 m) postavio je Martin Koch 5 dana kasnije u natjecanju za Kontinentalni kup.
Mala (standardna, normalna) skakaonica ima kritičnu točku na 90 m, veličina joj je 100 m, a rekord 102,5 m. Dvije manje skakaonice imaju kritičnu točku na 70 m (rekord 77 m), odnosno 40 m (rekord 43,5 m). Mala skakaonica ima i specijalni tepih za ljetna natjecanja.
Letaonica u Harrachovu rano je stekla glas da je opasna za skakače. Prvih godina skakači su imali jako veliku visinu leta iznad padine, čak i do 12 m. Zbog toga je svaki malo jači nalet vjetra mogao biti fatalan za natjecatelje i mnogi su zadobili povrijede nakon padova. FIS je na kraju zatvorio letaonicu za natjecanja. Radovi na njenoj obnovi trajali su od 1989. do 1992. i letaonica otada ispunjava i održava uvjete koje FIS zahtijeva za natjecanja pod njegovim okriljem.